# Pułk Kielecki

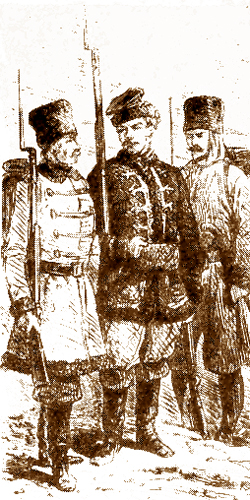
Fizylier

1 Pułk Kielecki – pułk piechoty polskiej okresu powstania styczniowego. Wchodził w skład Dywizji Krakowskiej.
Jego dowódcą był major Julian Rosenbach.

## Skład
- 1 i 2 batalion piechoty (8 kompanii i 2 plutony rakietników),
- batalion kosynierów kieleckich (4 kompanie),
- batalion rezerwowy kielecki (4 kompanie i pluton rakietników).